# Телеавтограф

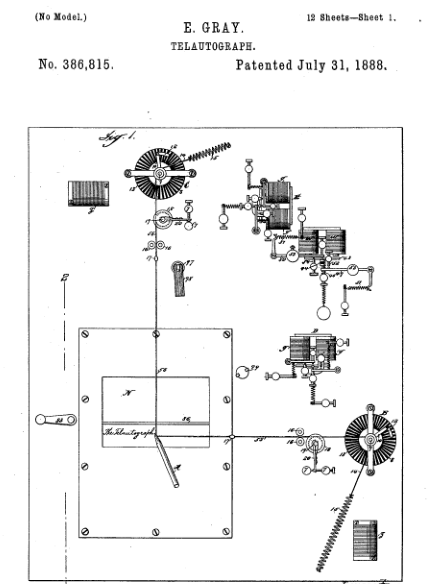
Патент США № 386815. Элиша Грей. “Телеавтограф”. Запатентован 31 июля 1888.

Телеавтограф, телаутограф — электрический прибор для передачи на расстояние по проводам рукописей, чертежей, планов и т.п.

## История
В 1887 году Элиша Грей изобрел факсимильный аппарат, который он назвал «телаутограф». Это устройство было запатентовано (US Patent № 386815, “Telautograph”. Patented July 31, 1888) и его стали продвигать на рынок. В журнале «Производитель и строитель» (The Manufacturer & Builder) Элиша Грей рассказал о пользе своего устройства: «при помощи моего изобретения вы можете, находясь в Чикаго, написать мне письмо, и карандаш в моей лаборатории воспроизведет все ваши движения… Вы можете писать на любом языке, использовать шифр или кодовые слова, но все написанное Вами будет воспроизведено в моем офисе…»
Конструкция телаутографа постоянно совершенствовалась (например, US Patent № 461,473 «Telautograph», Patented Oct. 20, 1891)
Элиша Грей создал собственную компанию (Gray National Telautograph Company), которая исправно работала до полного поглощения корпорацией Ксерокс (Xerox) в 1990-е годы.